# Kafue, Zambia
Kafue  este un oraș  în  provincia Lusaka, Zambia, situat pe râul omonim.